# Neoalardus
Neoalardus is een geslacht van wantsen uit de familie beeklopers (Veliidae). Het geslacht werd voor het eerst wetenschappelijk beschreven door Distant in 1912.

## Soorten
Het genus bevat de volgende soorten:

- Neoalardus typicus (Distant, 1903)